# Förbundsrådet (Tyskland)
Förbundsrådet (tyska: Bundesrat) är ett av de fem federala statsorganen i Förbundsrepubliken Tyskland.
De övriga fyra organen utöver förbundsrådet är förbundspresidenten (Bundespräsident), förbundsdagen (Bundestag), förbundsregeringen (Bundesregierung) och förbundsförfattningsdomstolen (Bundesverfassungsgericht). Förbundsrådet kan ses som överhuset i ett tvåkammarparlament där förbundsdagen utgör underhuset, men till skillnad från många liknande institutioner i andra länder väljs förbundsrådets ledamöter varken direkt av landets befolkning eller av någon form av folkvald elektorsförsamling (till exempel delstatsparlament) utan av förbundsländernas regeringar.
Förbundsrådet, som för närvarande omfattar 69 ledamöter, behandlar bland annat frågor rörande Europeiska unionen; vidare måste förbundsrådet godkänna alla lagändringar som berör förbundsländernas intressen samt grundlagsändringar. Även alla andra lagändringar måste godkännas av förbundsrådet, ehuru de andra lagändringarna kan överröstas av förbundsdagen (om mer än två tredjedelar av förbundsrådets ledamöter har röstat mot ett lagförslag, kan det antas om minst två tredjedelar av förbundsdagsledamöterna röstar för).  

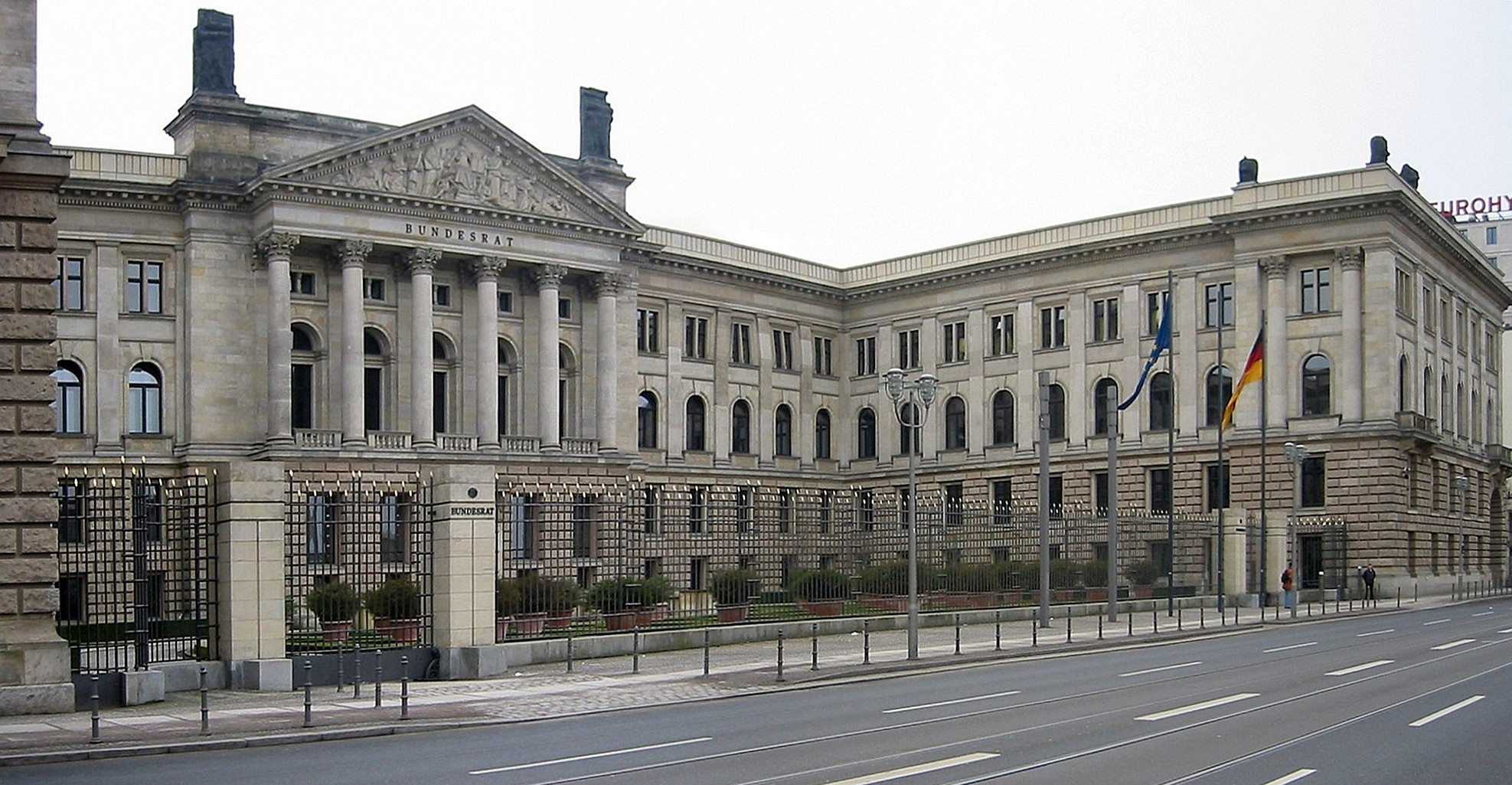
Det tyska förbundsrådet har sedan år 2000 sitt säte i det f.d. preussiska herrehuset i Berlin.

Förbundsrådet företräder i alla beslut förbundsländerna och varje förbundsland måste rösta som en enhet; vanligen sker detta genom att varje förbundslands Stimmführer (’röstledare’, som vanligen är förbundslandets ministerpresident) – som är den enda representant ett förbundslands regering behöver utse till förbundsrådet, även om de får ha så många ledamöter som de har röster – avger sitt förbundslands alla röster. Då många förbundsländers regeringar är koalitioner, kan en dylik regering vara inbördes oense i en fråga; i så fall lägger förbundslandet vanligtvis ner sina röster – vilket i praktiken innebär nejröst, eftersom en hemställan måste antas med absolut majoritet (minst 35 jaröster).
Ledamöterna representerar respektive förbundsland och tillhör vanligtvis sitt förbundslands regering, vilken utser förbundslandets representanter och kan ersätta dem när den vill. Antalet röster för varje förbundsland bestäms av förbundslandets folkmängd. Förbundsrådets sammansättning kan ändras flera gånger om året på grund av att val till förbundsländernas parlament äger rum vid olika tidpunkter.

## Ordförande
Förbundsrådets ordförande eller talman, förbundsrådspresidenten (der Bundesratspräsident), är formellt det fjärde högsta politiska ämbetet i Tyskland och ordföranden vikarierar vid behov för förbundspresidenten. Ordföranden övertar även presidentens funktioner som statschef i händelse av att förbundspresidenten avgår eller avlider före mandatperiodens slut, till dess att en ny förbundsförsamling kan sammankallas för att välja en ny förbundspresident. 
Detta undantagsfall inträffade 2010, då Bremens borgmästare och regeringschef Jens Böhrnsen (SPD), som vid tillfället var förbundsrådets ordförande, temporärt övertog förbundspresident Horst Köhlers uppgifter efter dennes förtida avgång, och 2012, då Bayerns ministerpresident Horst Seehofer (CSU) var rådets ordförande när Christian Wulff avgick som förbundspresident.
Uppdraget brukar enligt en överenskommelse mellan förbundsländerna cirkulera mellan förbundsländernas ministerpresidenter, från det folkrikaste (Nordrhein-Westfalen) till det folkfattigaste förbundslandets (Bremen), för ett år i taget med början 1 november varje år.

## Mandatfördelning

Förbundsrådets politiska sammansättning.

|                        | Förbundsland           | Folkmängd 31 dec 2021 | Röster | Partier i förbundslandets regering | Nästa förväntade lantdagsval | Ordförande |
| ---------------------- | ---------------------- | --------------------- | ------ | ---------------------------------- | ---------------------------- | ---------- |
| Baden-Württemberg      | Baden-Württemberg      | 11 124 642            | 6 █    | De gröna, CDU                      | 2026                         | 2029       |
| Bayern                 | Bayern                 | 13 176 989            | 6 █    | CSU, Freie Wähler                  | 2028                         | 2028       |
| Berlin                 | Berlin                 | 3 677 472             | 4 █    | SPD, De gröna, Vänstern            | 2026                         | 2034       |
| Brandenburg            | Brandenburg            | 2 537 868             | 4 █    | SPD, CDU, De gröna                 | 2029                         | 2036       |
| Bremen                 | Bremen                 | 676 463               | 3 █    | SPD, De gröna, Vänstern            | 2027                         | 2026       |
| Hamburg                | Hamburg                | 1 853 935             | 3 █    | SPD, De gröna                      | 2025                         | 2023       |
| Hessen                 | Hessen                 | 6 295 017             | 5 █    | CDU, De gröna                      | 2028                         | 2031       |
| Mecklenburg-Vorpommern | Mecklenburg-Vorpommern | 1 611 160             | 3 █    | SPD, Vänstern                      | 2026                         | 2024       |
| Niedersachsen          | Niedersachsen          | 8 027 031             | 6 █    | SPD, De gröna                      | 2027                         | 2030       |
| Nordrhein-Westfalen    | Nordrhein-Westfalen    | 17 924 591            | 6 █    | CDU, De gröna                      | 2027                         | 2027       |
| Rheinland-Pfalz        | Rheinland-Pfalz        | 4 106 485             | 4 █    | SPD, De gröna, FDP                 | 2026                         | 2033       |
| Saarland               | Saarland               | 982 348               | 3 █    | SPD                                | 2027                         | 2025       |
| Sachsen                | Sachsen                | 4 043 002             | 4 █    | CDU, De Gröna, SPD                 | 2029                         | 2032       |
| Sachsen-Anhalt         | Sachsen-Anhalt         | 2 169 253             | 4 █    | CDU, SPD, FDP                      | 2026                         | 2037       |
| Schleswig-Holstein     | Schleswig-Holstein     | 2 922 005             | 4 █    | CDU, De gröna                      | 2027                         | 2035       |
| Thüringen              | Thüringen              | 2 108 863             | 4 █    | Vänstern, SPD, De gröna            | 2029                         | 2038       |
|                        | sammanlagt             | 83 237 124            | 69     |                                    |                              |            |

1. ↑  Året då större delen av förbundslandets ordförandeperiod äger rum.